# Tail
tail — утиліта в UNIX, що виводить декілька (за умовчанням 10) останніх рядків з файлу.

## Синтаксис
```
tail [параметри] назва_файла
```

Ключ -n <кількість рядків> (або просто -<кількість рядків>) дозволяє змінити кількість рядків, що виводяться:
```
tail -20 /var/log/messages
```

Команда часто використовується як елемент конвейєра обробки тексту різними утилітами:
```
df | head -n 2 | tail -n 1 | column -t | cut -d" " -f1
```

## Стеження за файлом
При використанні спеціального ключа -f утиліта tail стежить за файлом: нові рядки (що додаються в кінець файлу іншим процесом) автоматично виводяться на екран в реальному часі. Це особливо зручно для стеження за логами. Наприклад:
```
tail -f /var/log/messages
```

## Дивись також
- head